# IC 5319
IC 5319 је елиптична галаксија у сазвјежђу Пегаз која се налази на листи објеката дубоког неба у Индекс каталогу.
Деклинација објекта је + 13° 59' 49" а ректасцензија 23h 24m 48,9s. Привидна величина (магнитуда) објекта IC 5319 износи 15,1 а фотографска магнитуда 16,1. IC 5319 је још познат и под ознакама NPM1G +13.0568, PGC 1446384.